# Verlängerter Freiheitsgraben
Der Verlängerte Freiheitsgraben ist ein Meliorationsgraben und linker Zufluss des Großbeerener Grabens auf der Gemarkung von Großbeeren, einer Gemeinde im Landkreis Teltow-Fläming in Brandenburg. Er entwässert landwirtschaftlich genutzte Flächen im Landschaftsschutzgebiet Diedersdorfer Heide und Großbeerener Graben, die östlich des Neuen Kleehorstgrabens und damit östlich des Gutshauses Diedersdorf liegen. Das dort befindliche, überschüssige Wasser wird zunächst in vorzugsweise südlicher, später in südöstlicher Richtung abgeleitet. Im südlichen Bereich fließt von Osten kommend der Neue Buschgraben hinzu, der eine Wiesenfläche im südlichen Bereich des Landschaftsschutzgebietes entwässert. Die Wassermengen werden in ein Staubecken geleitet, das schließlich in den Großbeerener Graben führt.